# Moulin à couleurs de Prix-lès-Mézières
Le moulin à couleurs de Prix-lès-Mézières est un moulin situé à Prix-lès-Mézières, en France.

## Localisation
Le moulin est situé sur la commune de Prix-lès-Mézières, dans le département français des Ardennes.

## Historique
L'édifice est  inscrit au titre des monuments historiques en 1995.